# Majid Hosseini
Seyed Majid Hosseini (en persa: سيد مجید حسینی‎; Teherán, 20 de junio de 1996) es un futbolista iraní que juega en la demarcación de defensa para el Kayserispor de la Superliga de Turquía.

## Trayectoria
Tras formarse como futbolista en el Esteghlal FC, finalmente el 8 de febrero de 2015 debutó con el primer equipo en un encuentro contra el Paykan FC tras sustituir a Khosro Heydari en el minuto 95. Tras una temporada en el club y jugar tres partidos de liga, se marchó cedido por una temporada al Rah Ahan FC. Un año después volvió al Esteghlal FC, con el que quedó segundo en la Iran Pro League en la temporada 2016-17.

## Selección nacional
Tras jugar en la selección de fútbol sub-17 de Irán, la sub-20 y la sub-23, finalmente el 19 de mayo de 2018 hizo su debut con la selección absoluta en un encuentro amistoso contra Uzbekistán que finalizó con un resultado de 1-0 a favor del combinado iraní tras el gol de Rouzbeh Cheshmi. Además formó parte de la selección que disputó la Copa Mundial de Fútbol de 2018 donde disputó tres partidos.

### Participaciones en Copas del Mundo
| Mundial              | Sede  | Resultado    | Partidos | Goles |
| -------------------- | ----- | ------------ | -------- | ----- |
| Copa Mundial de 2018 | Rusia | Primera fase | 3        | 0     |
| Copa Mundial de 2022 | Catar | Primera fase | 3        | 0     |

## Clubes
| Club                 | País    | Año       | Partidos | Goles |
| -------------------- | ------- | --------- | -------- | ----- |
| Esteghlal FC         | Irán    | 2014-2015 | 3        | 0     |
| Rah Ahan FC (cedido) | Irán    | 2015-2016 | 9        | 2     |
| Esteghlal FC         | Irán    | 2016-2018 | 43       | 2     |
| Trabzonspor          | Turquía | 2018-2021 | 76       | 2     |
| Kayserispor          | Turquía | 2021-     | 87       | 6     |

## Palmarés

### Títulos nacionales
| Título               | Club            | País    | Año  |
| -------------------- | --------------- | ------- | ---- |
| Copa Hazfi           | Esteghlal F. C. | Irán    | 2018 |
| Copa de Turquía      | Trabzonspor     | Turquía | 2020 |
| Supercopa de Turquía | Trabzonspor     | Turquía | 2020 |